# Sanctuaire national Ta' Pinu de Għarb
Le sanctuaire national Ta' Pinu est un édifice religieux catholique situé à Għarb sur l'île de Gozo, la deuxième de Malte. Construit en 1920, le sanctuaire est un haut-lieu marial de pèlerinage maltais. Il fut érigé en basilique en 1931. Il est en 2021 le seul sanctuaire national maltais.

## Historique
Un jour de juin 1883, une paysanne entendit la voix de la Sainte Vierge à l'intérieur d'une vieille chapelle. À la suite de cette manifestation, de nombreux miracles auraient été constatés. En remerciement de la protection miraculeuse de Marie, les travaux pour la construction d'une grande église furent entrepris en 1920. En 1931, le pape Pie XI lui confère le titre de basilique, et elle est consacrée en 1932. En 1990, le pape Jean-Paul II y est venu, et le pape Benoît XVI en 2010, en particulier pour bénir une Rose d'or. Pour l'occasion, la statue de Notre-Dame de Ta' Pinu a été transportée de Gozo à Floriana et le Souverain pontife a invité le monde à « la prier sous le vocable de Reine de la famille ».

## Galerie

Le sanctuaire
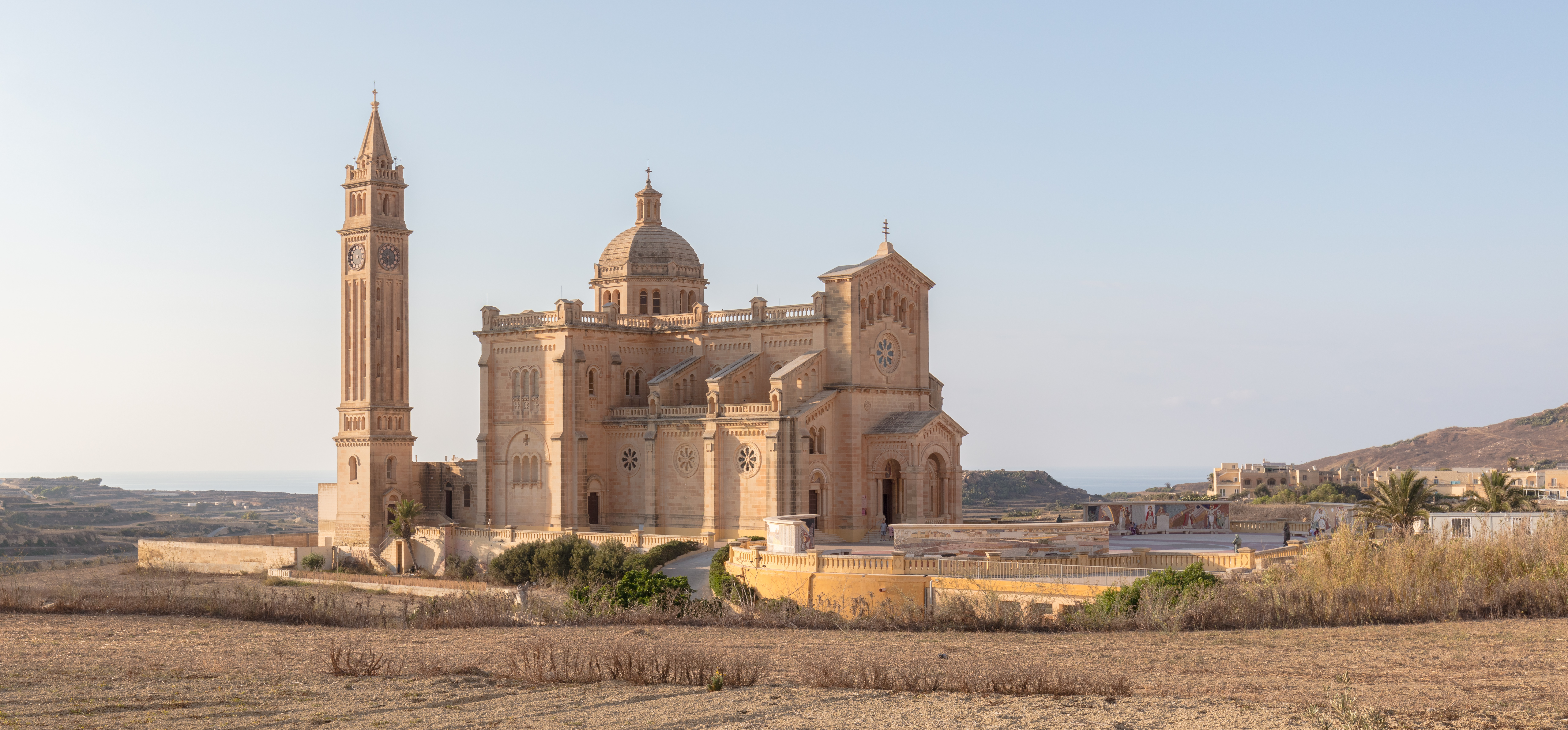
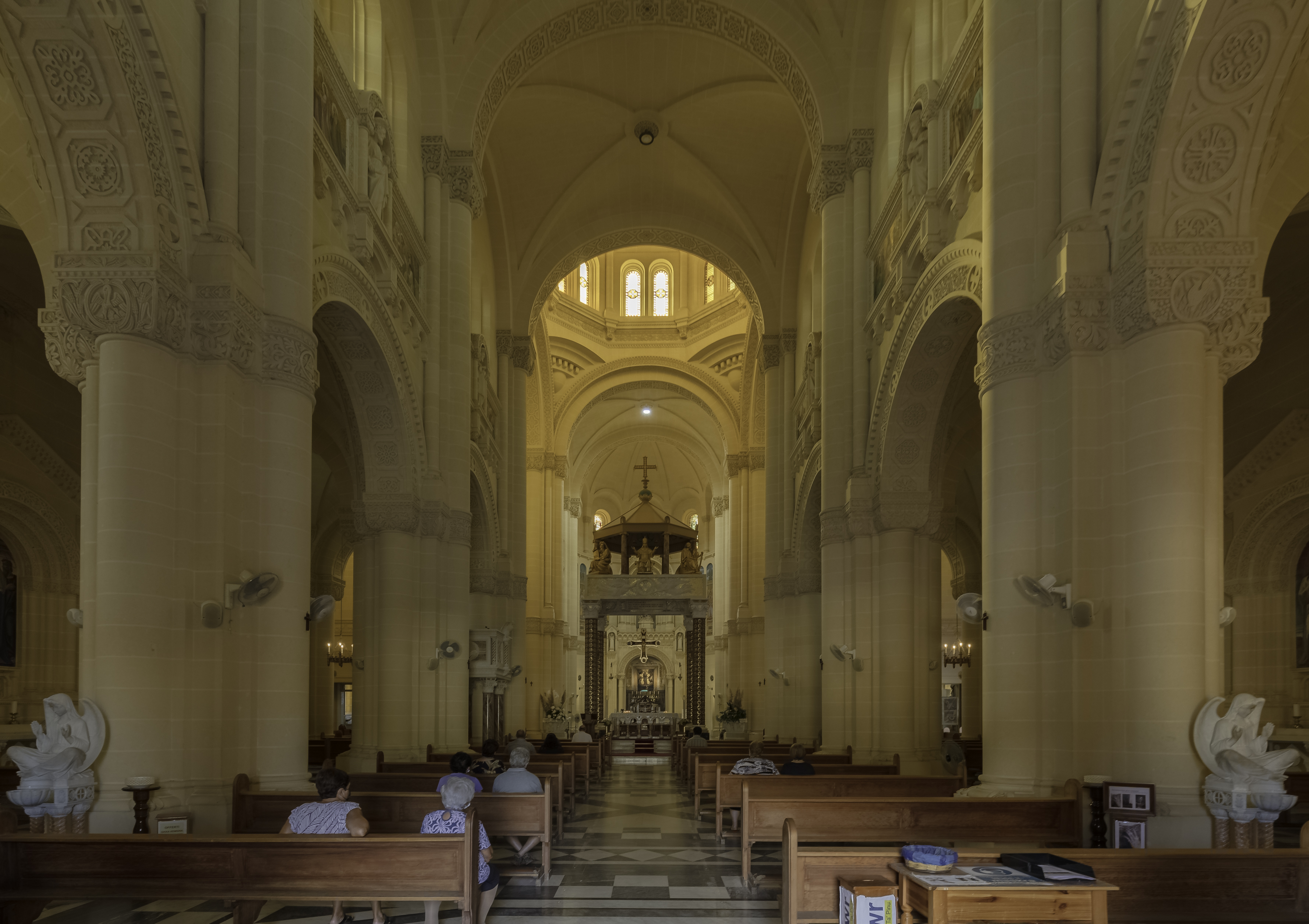
Intérieur de la basilique
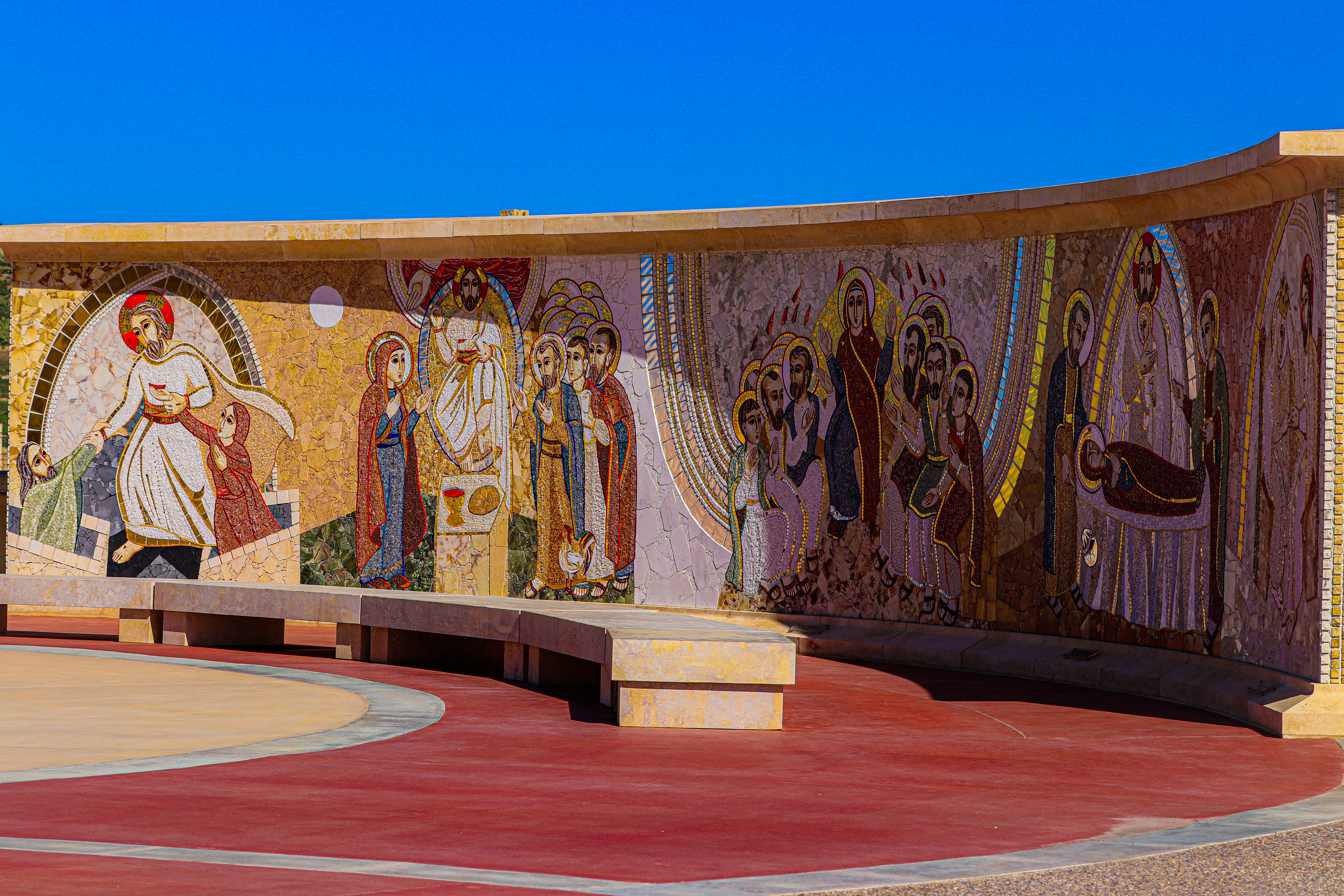
Fresque devant la basilique